# Louis-Claude Daquin

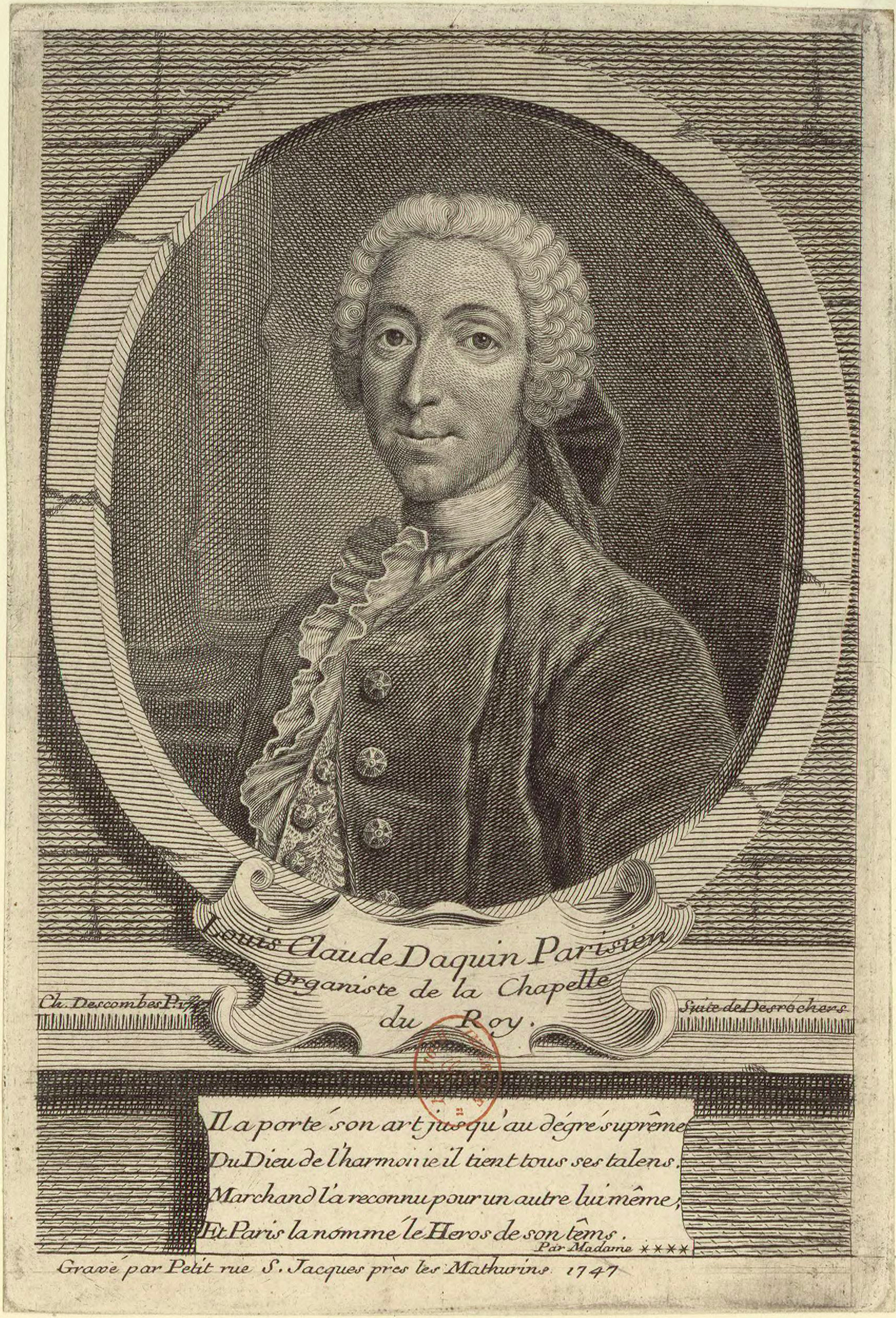
Louis-Claude Daquin

Louis-Claude Daquin (oder d’Acquin), (* 4. Juli 1694 in Paris; † 15. Juni 1772 ebenda) war ein französischer Komponist des Barock. Er galt als virtuoser Organist und Cembalist.

## Leben und Wirken
Louis-Claude Daquin galt als musikalisches Wunderkind. Er konnte nach wenigen Cembalostunden bei seiner Patin, Élisabeth Jacquet de La Guerre, bereits im Alter von sechs Jahren vor Ludwig XIV. auftreten. Louis Marchand wurde sein Orgellehrer. Kompositionsunterricht erhielt er bei Nicolas Bernier, mit nur acht Jahren leitete er die Aufführung einer eigenen Motette Beatus Vir für großen Chor und Orchester in der Sainte-Chapelle. Mit zwölf lehnte er den Posten des Organisten an der Sainte-Chapelle ab und nahm stattdessen dasselbe Angebot im Kloster Le Petit Saint-Antoine an. 1727 wurde er Organist an der Pfarrkirche Saint-Paul, wobei er den Vorzug vor Jean-Philippe Rameau erhielt. Fünf Jahre später wurde er Organist in der Cordeliers, 1739 in Nachfolge von Jean-François Dandrieu, Organist der Chapelle Royale. Nach dem Tod von Antoine Calvière folgte er diesem 1755 als Organist der Kathedrale Notre Dame de Paris. Neben diesen bedeutungsvollen Organistenämtern trat er zwischen 1749 und 1754 mehrfach in Konzerten beim Concert spirituel in Erscheinung.
Daquin galt zu seiner Zeit als ein herausragender Orgelimprovisator seiner Generation.
Sein Sohn Pierre-Louis D’Aquin de Château-Lyon beschrieb in seinen „Lettres Sur Les Hommes Celebres..... Sous Le Regne De Louis XV....“ 1752 die glänzende Laufbahn seines in Paris hochgeschätzten Vaters.
Viele von Daquins Werken sind verlorengegangen. Erhalten sind seine Pièces de Clavecin (1735) mit vier Cembalo-Suiten, sein Nouveau Livre de Noëls (1757) mit zwölf Weihnachtsliedvariationen, eine Kantate und der Air à Boire. Daquins berühmteste Werke sind Noël X und XII  (Noël Suisse, Schweizer Weihnachtslied) und Le Coucou für Cembalo.
Hörbeispiel: Noël n°10 « sur les anches »ⓘ

## Diskografie
- Louis Claude Daquin: l’œuvre intégrale pour orgue. (Sämtliche Orgelwerke.) Marina Tchebourkina an der Großen Orgel der Schlosskapelle von Versailles. Natives, Paris 2004 (EAN 13: 3760075340049)